# 伊斯靈頓站
伊斯靈頓站是一座多倫多地鐵布魯亞－丹佛線車站，坐落加拿大安大略省多倫多怡陶碧谷伊斯靈頓路（Islington Avenue）和布魯亞西街（Bloor Street West）的交界處，於1968年5月10日開幕後取代基爾站成為該線的西端終點站，直至該線於1980年延長至基伯齡站為止。
下列由多倫多公車局和密西沙加公車局營運的巴士線駛經伊斯靈頓站：
多倫多公車局
- 37號伊斯靈頓巴士線（Islington）
- 50號般咸圖巴士線（Burnhamthorpe）
- 110號南伊斯靈頓巴士線（Islington South）

密西沙加公車局
- 1號登打士巴士線（Dundas）
- 3號布魯亞巴士線（Bloor）
- 11號威士活巴士線（Westwood）
- 17號添巴利巴士線（Timberlea）
- 20號華富賓巴士線（Rathburn）
- 26號般咸圖巴士線（Burnhamthorpe）
- 35號艾靈頓巴士線（Eglinton）
- 50號畔溪巴士線（Creekbank）
- 57號谷尼柏巴士線（Courtneypark）
- 70號其頓巴士線（Keaton）
- 71號舍里頓巴士線（Sheridan）
- 76號城市中心巴士線（City Centre）
- 82號金融路巴士線（Financial）
- 101號登打士急行巴士線（Dundas Express）
- 109號麥杜威老急行巴士線（Meadowvale Express）
- 201號登打士巴士線（Dundas）

## 外部連結
- 维基共享资源上的相關多媒體資源：依士靈頓站
- （英文）TTC Islington Station （页面存档备份，存于）－多倫多公車局網站 依士靈頓站頁面